# Makaói metró
A Makaói metró vagy hivatalos nevén a Macau Light Rapid Transit (egyszerűsített kínai írással: 澳门轻轨系统, hagyományos kínai írással: 澳門輕軌系統, pinjin: , portugálul: Metro Ligeiro de Macau, MLM) ) Kínában található Makaóban,, egyben ez Makaó első vasúti rendszere.
A hálózat hossza 2025 júniusában 16,3 km, a vonalak száma 3 és az állomások száma 17 volt.  Az első vonal 2019. december 10-én nyílt meg.

## Története
A projekt első szakaszának építése 2012 februárjában kezdődött, a Taipa vonal első szakaszát 2019. december 10-én adták át a nagyközönségnek, majd 2023. december 8-án a Barra Station Extend vonalát. Az MLRT-t az MTR (Makaó), az MTR százszázalékos tulajdonú leányvállalata üzemelteti.
A makaói vasút egyetlen megnyitott vonala a Taipa Line első szakasza, amely a Barra Station és a Taipa Ferry Station között halad, teljes hossza 12,5 km, összesen 12 állomással; a depó projekt még építés alatt áll. A Taipa Line összességében mintegy 10 milliárd patacába kerül. A teljes rendszer befejezését követően a tervek szerint a teljes rendszer a Makaó-félszigetet, Taipát és Cotai-t szolgálja ki, és olyan fontos határellenőrzési pontokat szolgál ki, mint a Határkapu, a Külső Kikötő kompterminál, a Lotus Bridge határ és a Makaói nemzetközi repülőtér.